# Willem van de Velde el Vell
Willem van de Velde el Vell 
(c. 1611, Leiden - 13 de desembre de 1693, Greenwich) va ser un pintor neerlandès.

## Biografia
A la seva joventut, va ser mariner. La seva especialitat com a pintor van ser les marines. Durant un temps va ser artista oficial de l'armada neerlandesa, estant present a la Batalla dels Quatre Dies, per fer esbossos. Va representar nombroses pintures d'aquest mateix tema.
El 1672, Willem va entrar al servei de Carles II d'Anglaterra, en el moment en què les Províncies Unides dels Països Baixos estaven en guerra amb Anglaterra.
Els seus fills, Willem van de Velde el Jove i Adriaen van de Velde, van ser també pintors.

## Obres
- La batalla de Livorno (1655) Rijksmuseum d'Amsterdam
- La batalla de Dunkerque (1659) Rijksmuseum d'Amsterdam
- Les set províncies (batalla dels Quatre Dies) pintada el 1693.
- La batalla de Schooneveld realitzada el 1674.

## Galeria
|  |  |